# Lignella richardii
Lignella richardii is een zachte koraalsoort uit de familie Keroeididae. De koraalsoort komt uit het geslacht Lignella. Lignella richardii werd in 1816 voor het eerst wetenschappelijk beschreven door Lamouroux. 